# Albert Popwell
Albert Popwell, né le 15 juillet 1926 et mort 9 avril 1999, est un acteur afro-américain qui a débuté dans les années 1960.

## Biographie
Né à New York, Popwell commence en tant que danseur professionnel avant de prendre une carrière d'acteur. Il était plus prolifique à la télévision dans des rôles de diverses séries, mais il est peut-être mieux connu pour ses apparitions dans des films de Clint Eastwood, dans lesquels il est apparu à cinq reprises, notamment dans les quatre premiers films de la série des Inspecteur Harry. Il est l'un des braqueurs de la banque, blessé au sol et l'arme gisant à ses côtés, à qui Clint Eastwood lance le désormais légendaire "Est-ce que je tente ma chance ?'Vas-y, tu la tentes ou pas ?'" ("Do I feel lucky?' Well, do ya, punk? '") de L'Inspecteur Harry (1971). Il a eu un rôle plus marquant en tant que Gigi « Pimp » Wilson, le maquereau, meurtrier et proxénète, dans Magnum Force (1973). Il est apparu comme Big Ed Mustapha dans L'inspecteur ne renonce jamais (1976) et, cette fois-ci du côté de la loi, en tant que partenaire d'Eastwood dans Le Retour de l'inspecteur Harry (1983). Il ne figurait pas dans le dernier film de la série, La Dernière Cible (1988), en raison d'une incompatibilité d'emploi du temps.
Un de ses derniers rôles était face à Sharon Stone dans Fenêtre sur crime (1991). Il mourut huit ans plus tard, à 72 ans, à cause de complications lors d'une opération à cœur ouvert.

## Filmographie
Avec Clint Eastwood
- Un shérif à New York (Coogan's Bluff) (1968)
- L'Inspecteur Harry (1971)
- Magnum Force (1973)
- L'inspecteur ne renonce jamais (1976)
- Le Retour de l'inspecteur Harry (1983)

Autres apparitions
- La Brigade des cow-boys (1968)
- Search (1972)
- Les Poulets / Fuzz (1972)
- Tuez Charley Varrick ! (1973)
- Dynamite Jones (1973)
- Woody et les Robots (1973)
- Columbo (épisode : En toute amitié, 1974) : Al Como
- Cleopatra Jones and the Casino of Gold (1975)
- Emergency! (en) (épisode : "905-Wild", failed pilot for spin-off, 1975)
- Les Rues de San Francisco (épisode : "La Neige empoisonnée", 1975)
- The Buddy Holly Story (1978)
- Buck Rogers au XXVe siècle (épisode : "Le Surdoué", 1979)
- L'Agence tous risques (épisode : "Racket", 1983)
- Who's That Girl (1987)
- Le Dernier Assaut (en) (The Siege of Firebase Gloria) (1989)
- Fenêtre sur crime (1991)